# Stonychophora cultrifer
Stonychophora cultrifer is een rechtvleugelig insect uit de familie grottensprinkhanen (Rhaphidophoridae). De wetenschappelijke naam van deze soort is voor het eerst geldig gepubliceerd in 1909 door Zacher.